# أحمد مشعل الأحمد الصباح
الشيخ أحمد مشعل الأحمد الجابر الصباح (22 ديسمبر 1971 - )؛ رئيس جهاز متابعة الأداء الحكومي بدرجة وزير، وُلد في الكويت، وهو الابن الأكبر من الذكور لأمير دولة الكويت الشيخ مشعل الأحمد الجابر الصباح   ابن الحاكم العاشر للكويت الشيخ أحمد الجابر الصباح. ووالدته الشيخة نورية صباح السالم الصباح ابنة حاكم الكويت الثاني عشر الشيخ صباح السالم الصباح.

## حياته العملية
أبرز المناصب التي تولاها:
- العمل بالصندوق الكويتي للتنمية الاقتصادية العربية من 1994 وحتى 2010.
- بتاريخ 8 سبتمبر 2010 صدر مرسوم بتعيينه وكيل وزارة مساعد بمكتب نائب رئيس مجلس الوزراء للشؤون الاقتصادية.
- بتاريخ 4 سبتمبر 2012 صدر مرسوم بتعيينه رئيسًا لجهاز متابعة الأداء الحكومي بالدرجة الممتازة.
- بتاريخ 13 مارس 2014 صدر مرسوم بتعيينه عضوًا بمجلس إدارة مؤسسة الموانئ الكويتية، وتولى منصب نائب رئيس مجلس إدارة المؤسسة حتى 5 مارس 2018.
- بتاريخ 17 سبتمبر 2019 صدر مرسوم بتعيينه رئيسًا لجهاز متابعة الأداء الحكومي بدرجة وزير وحتى الآن.

## حياته العائلية
مُتزوج من الشيخة سارة فهد اليوسف الصباح ولهما 5 من الأبناء وهم:
- الشيخة نورية
- الشيخة شريفة
- الشيخة شيخة
- الشيخة الجازي
- الشيخ مشعل